# Wolfhound (film 2007)
Wolfhound (in russo Волкодав из рода Серых Псов?, Volkodav iz roda Serych Psov; "Volkodav dal Clan del Segugio Grigio"), talvolta noto in Italia come Wolfhound - Un eroe in lotta per la libertà, è un film fantasy russo del 2007, di Nikolaj Lebedev, tratto da Volkodav, romanzo di Marija Semënova.

## Trama
Volkodav è l'ultimo guerriero del clan del Segugio Grigio, scampato alla distruzione del suo villaggio e lo sterminio di tutti. Essendo l'unico superstite, ha il dovere di vendicare la sua gente uccidendo Zadoba, il mandante del massacro. A tal scopo si mette in viaggio verso il castello del Cannibale, dove uccide e libera due prigionieri, il saggio Tilorn e la giovane Niilit (che si riveleranno assai utili ai fini della sua missione), e soprattutto salvando la vita per ben due volte alla principessa Elen di Galirad.
Nonostante il compito sia tutt'altro che semplice da attuare, Volkodav ormai chiamato Wolfhound, riesce a prevalere sull'acerrimo nemico, vendicando così il suo clan, e salvando la città di Galirad, oppressa da una maledizione di Zadoba.
Egli cambiò il suo destino: da schiavo di Zadoba a eroe, liberatore di molti altri suoi compagni.